# Scotopteryx costijuncta
Scotopteryx costijuncta là một loài bướm đêm trong họ Geometridae.